# Đẽo

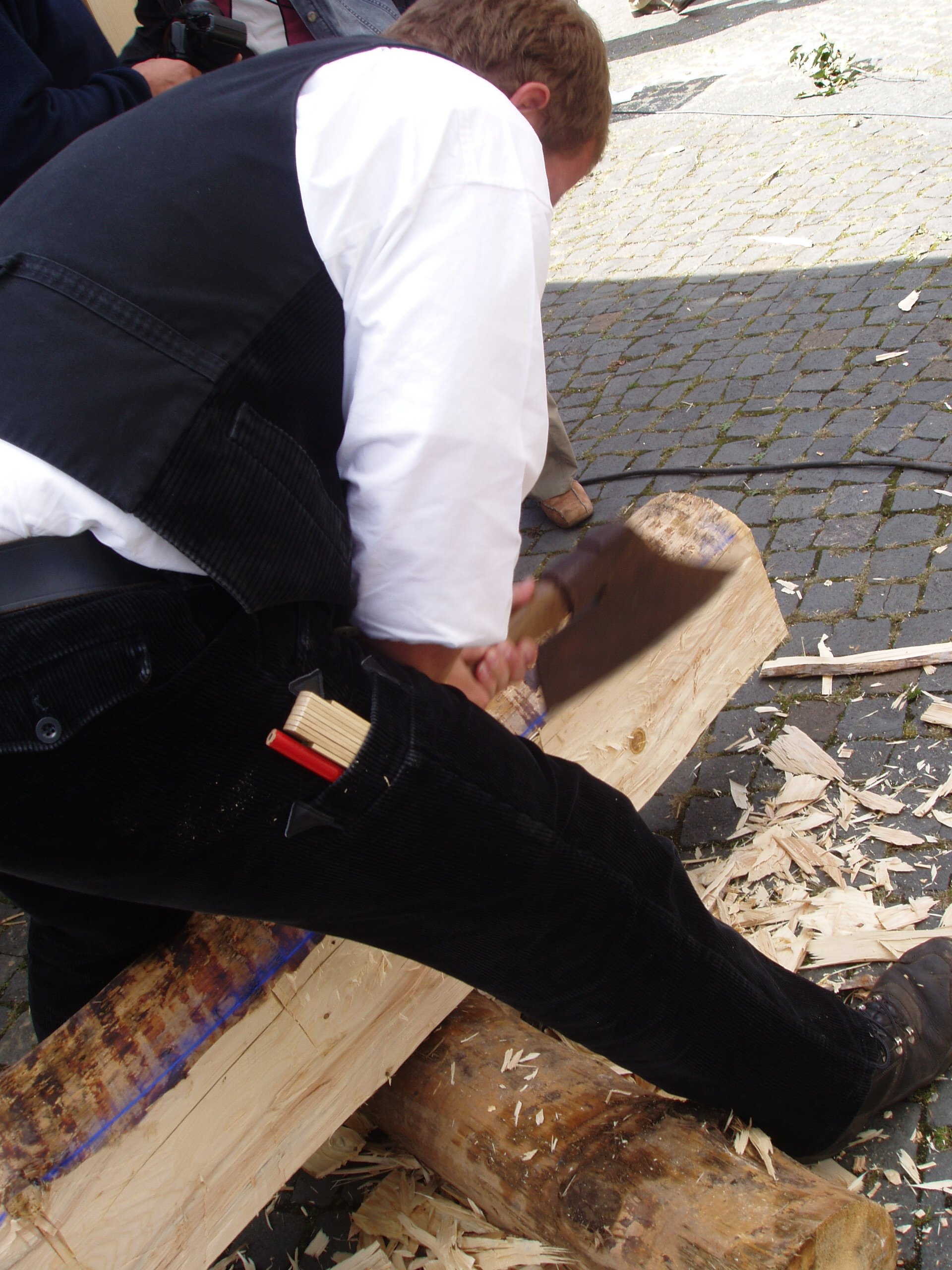
Một thợ mộc người Đức (Zimmerer) đẽo khúc gỗ tròn thành gỗ tấm. Lưu ý dòng phấn màu xanh được vạch trên khúc gỗ mà người thợ cắt làm việc.

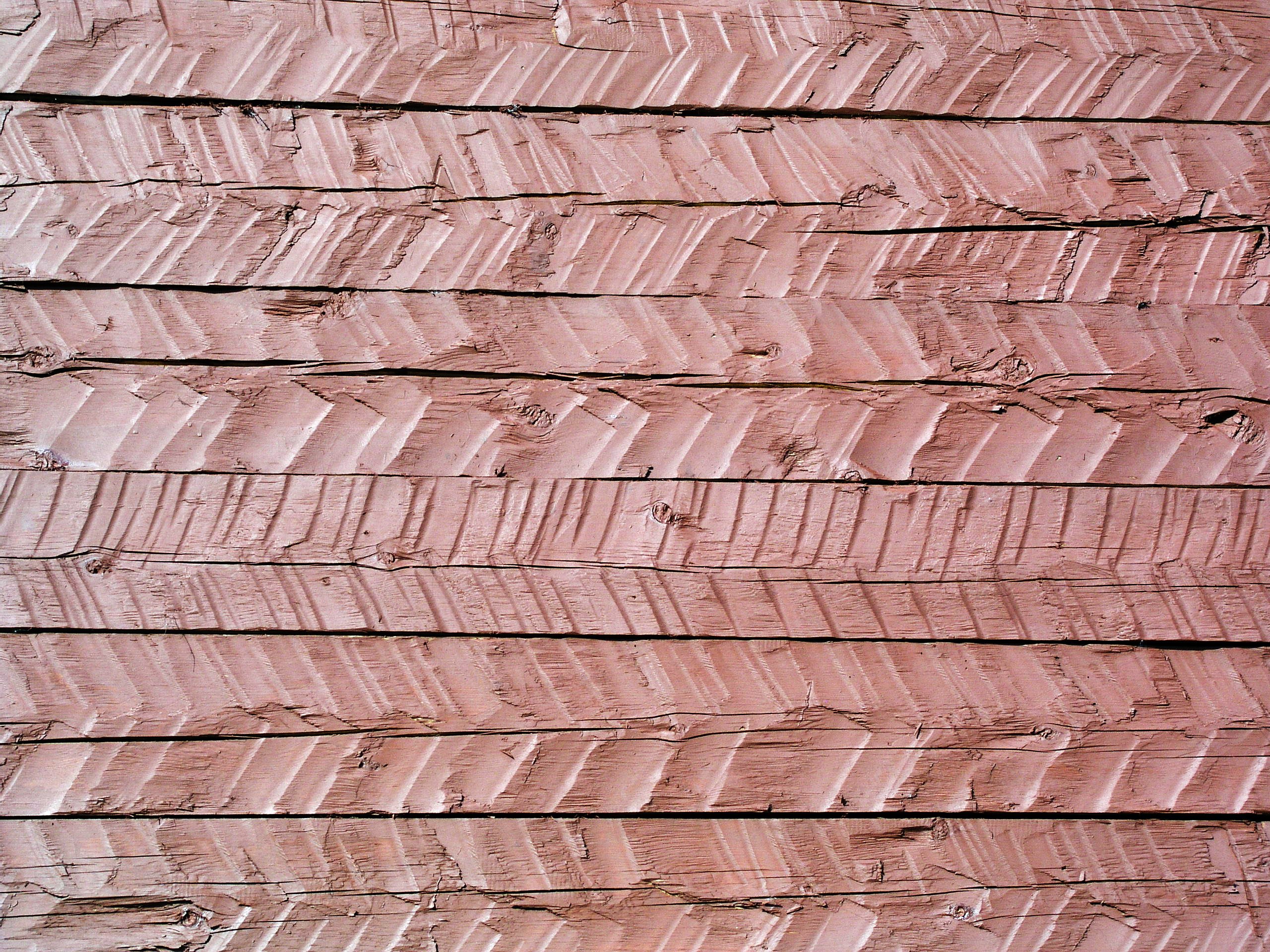
Trong một số tòa nhà Scandinavia thời trung cổ, một phương pháp đẽo đặc biệt tạo ra mô hình xương cá trên gỗ đã được sử dụng (tiếng Thụy Điển: Slinthuggning, tiếng Na Uy: Sprettejling). Đây là một công trình tái thiết hiện đại trong Nhà nguyện Stråsjö ở Hälsingland, Thụy Điển.

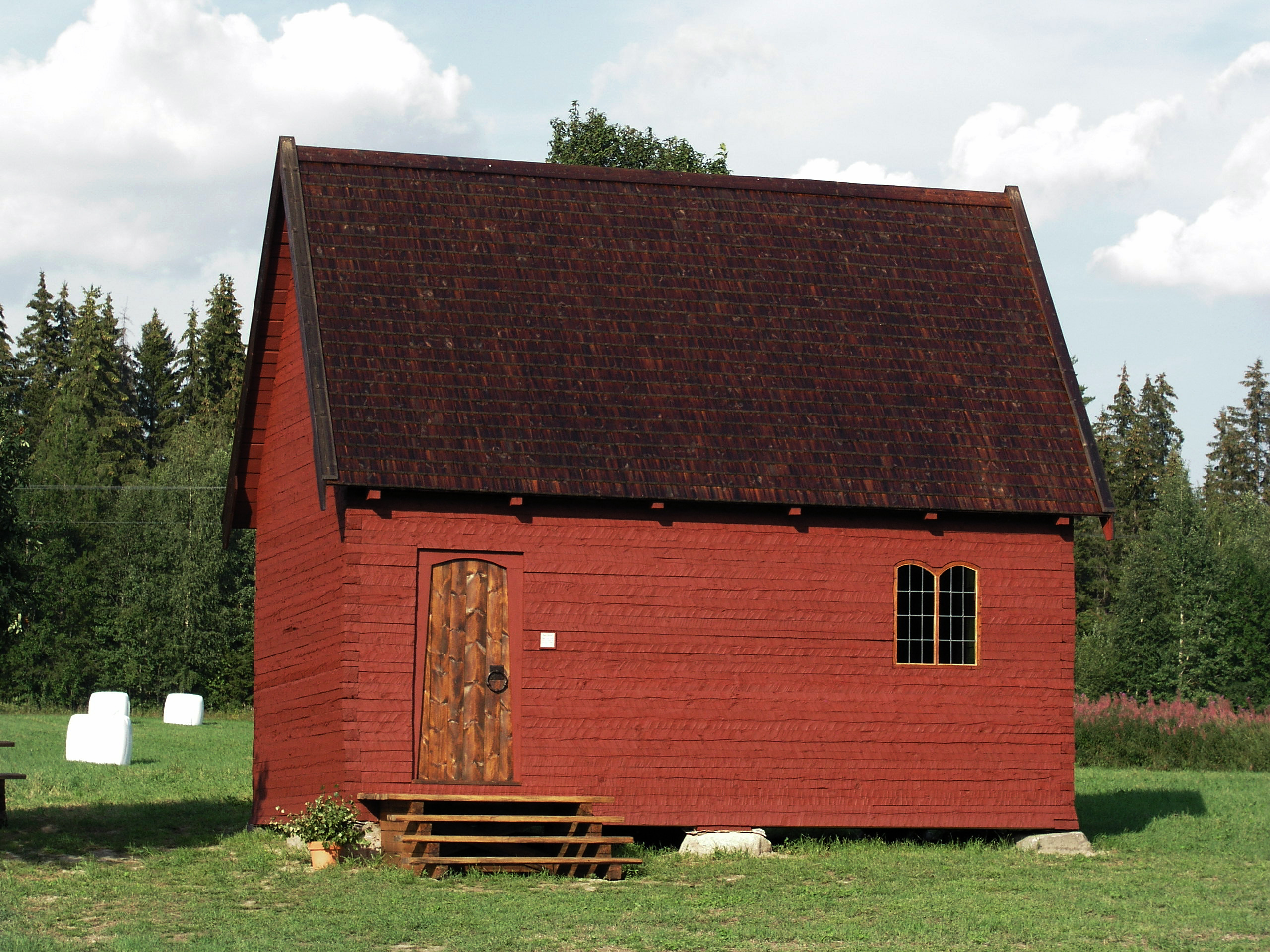
Nhà nguyện Stråsjö

Trong chế biến gỗ, đẽo là quá trình chuyển đổi một khúc gỗ từ dạng tự nhiên tròn của nó thành gỗ tấm với bề mặt phẳng hơn ít nhiều bằng cách sử dụng chủ yếu là rìu. Đó là một phương pháp cổ xưa, và trước sự ra đời của loại máy cưa thời đại công nghiệp, đó là một cách làm tiêu chuẩn để tạo ra các dầm gỗ hình vuông để đóng khung gỗ. Ngày nay, đôi khi nó vẫn được sử dụng cho mục đích đó với bất kỳ ai có gỗ tròn, mà cần gỗ tấm và không thể hoặc không muốn trả tiền cho gỗ xẻ thành phẩm. Do đó, những người sống tự lực với ngân sách tiết kiệm, chẳng hạn, có thể tự đẽo gỗ tấm thay vì mua.